# Гоен-Шпренц
Гоен-Шпренц (нім. Hohen Sprenz) — громада в Німеччині, розташована в землі Мекленбург-Передня Померанія. Входить до складу району Росток. Складова частина об'єднання громад Лааге.
Площа — 22,43 км2. Населення становить 540 ос. (станом на 31 грудня 2020).